# Белогорцев, Максим Анатольевич
Максим Анатольевич Белогорцев (род. 3 февраля 1996 года, Ставрополь) — российский волейболист, центральный блокирующий волейбольного клуба «Динамо» (Москва).

## Карьера
Воспитанник школы олимпийского резерва Новосибирска.
В составе юношеской команды волейбольного клуба «Локомотив» стал победителем первенства России 2012—2013 года.
В составе сборной России в 2013 году выиграл чемпионат Европы среди юношей (U19), чемпионат мира среди юношей (U19), Европейский юношеский Олимпийский фестиваль и Кубок Молодёжной Лиги России.
В 2014 году стал победителем юношеского чемпионата Европы (U19) и признан лучшим блокирующим турнира.
В 2015 году стал чемпионом мира среди молодёжи (U21) и обладателем Кубка Молодёжной Лиги России.
В 2017 году перешел в волейбольный клуб «Югра-Самотлор».

## Достижения
В клубной карьере
- Чемпион России (2020/21, 2021/22).
- Обладатель Кубка России (2020), серебряный призёр Кубка России (2021).
- Обладатель Суперкубка России (2021).